# Les Sauvetout
Les Sauvetout (The Save-Ums!) est une série télévisée d'animation canadienne en 78 épisodes de 11 minutes, produite par Decode Entertainment. La série est diffusée aux États-Unis à partir du 24 février 2003 sur Discovery Kids dans le bloc Ready Set Learn! (en).
Au Québec, elle a été diffusée à partir du 11 septembre 2004 à la Télévision de Radio-Canada, et en France, entre le 15 novembre 2004 et le 15 mars 2007 sur TiJi, France 5 et Piwi.

## Synopsis
Dans leur quartier général, les six minuscules aventuriers, Jazzi, Louna, Caboche, Aïkido, Berlingot et Bébé Jimmy, reçoivent des appels à l'aide en provenance des quatre coins du monde. Grâce à leur esprit d'équipe, ils interviennent et donnent de précieux conseils.

## Personnages
- Jazzi est une fille passionnée qui rêve de parler le langage des chevaux sauvages. Elle a peur de l'eau et se révèle leader dans de nombreux épisodes. Elle veille également sur son jeune frère Bébé Jimmy, mais tous les Sauvetout le surveillent également.
- Caboche est une créature du type chien de chasse, la plus intelligente du groupe et la plus mature, elle est souvent la voix de la raison qui permet aux autres de voir ce qui est juste. Il choisit souvent les machines nécessaires au travail et pilote le Splashcoptère.
- Berlingot est un Sauvetout aux oreilles de chat qui pilote la Moto-Jet et participe à la plupart des missions. Il est connu pour avoir dit "Bingo !" quand il a une idée.
- Aïkido est une créature semblable à l'hippopotame qui est le plus dur des Sauvetout. Comme son nom l'indique, il est bien connu pour crier "Aïkido !" comme son slogan. Il pilote la Fouineuse.
- Louna est une créature ressemblant à un ange qui est la plus gentille des Sauvetout et qui participe à la plupart des missions. Elle vole avec un réacteur dorsal.
- Bébé Jimmy est le frère cadet de Jazzi, qui a une tête violette en forme de football américain. Comme il est trop jeune pour partir en mission, il joue principalement avec les Ploufs.

## Épisodes
1. La grande aventure du Plouf Rouge
2. La rivière de glace
3. Les apprentis peintres
4. La pomme de terre de Colinette
5. Joyeux Halloween
6. La Varicelle
7. Opération écharde
8. Des crabes chasseurs de trésor
9. Le bonhomme de sable
10. Un robot désobéissant
11. La Canicule
12. Pique-nique panique
13. Vive la saint-Valentin
14. Gare aux chatouilles !
15. Une berceuse pour bébé Dino
16. La Partie de cache-cache
17. L'Éruption
18. Une violette pour Colin
19. Gros Sacs de nœuds
20. La Voiture en folie
21. Le Sandwich de bébé Dino
22. La Toilette de bébé Dino
23. Les Lunettes de Winston
24. Le Mystère du potager
25. L'Expédition banane
26. Monstre ou pas monstre
27. Le Cerf-volant
28. Au secours du petit arbre
29. Un rocher dans le jardin de Winston
30. Opération bébé Dino
31. Le tunnel
32. L'album photos
33. À la rescousse de Winston
34. Souriez, petites Marinettes !
35. Une cuillère récalcitrante
36. Panne de batterie
37. La Dent de bébé Dino
38. La Super Bulle d'André
39. Les Crabes voltigeurs
40. Paquita fait la mauvaise tête
41. André a perdu la balle
42. Oscar un pneu à plat
43. Le Lac de Maude
44. Les lunettes perdues
45. André et Winston font leur numéro
46. La locococo coule
47. Le trophée cassé
48. Urgence marelle
49. La balançoire géante
50. Un cadeau
51. Opération poésie
52. Le téléphone perdu
53. Grattez le dos de cette Baleine
54. La Course du Monde du Volcan
55. L'Araignée tisse sa toile
56. Jeux Dangereux
57. Une Poupée Sous-Marine
58. Ça ne Colle Pas !
59. Petite Mais Courageuse
60. Les Haltères
61. La Disparition
62. La Chose Extra Super Spécial
63. Un gâteau sème la discorde
64. Le défi
65. A la recherche de Colinette
66. Le marathon de danse
67. La cargaison de bananes
68. Les fourmis partent en camping
69. Le sauvetage de la peluche
70. Le fantôme du monde des vagues
71. Une question d'équilibre
72. Danger ! Ça colle !
73. Le hoquet de la baleine
74. La fête mexicaine

## Titre en différentes langues
La plupart des pays ont conservé le nom de la version anglophone. 
allemand : Die Save-Ums!
anglais : The Save-Ums!
arabe :  مطار المغامرات (mṭār al-mġāmrāt)
chinois : 保护UMS (bǎo hù ums)
coréen :   느낌표 구조대 (neukkimpyo gujodae)
croate : Mini spasitelji!
espagnol : Save-Ums!
hébreu : כוח הצלה! (khukh htslh !)
italien : Gli imbattibili Save-Ums!
japonais : お助けキッズ！セイブアムス (otasukekizzu! seibuamusu)
portugais : Save-Ums!
roumain : Salvatorii

## Distribution

### Voix originales
- Mark Rendall / Cameron Ansell : Caboche (Noodle)
- Jordan Francis / Grey DeLisle : Berlingot (Custard)
- Tajja Isen : Jazzi
- Mitchell Eisner : Aïkido (Ka-Chung)
- Aaryn Doyle : Louna (Foo)
- Connor Price : Bébé Jimmy (B.B. Jammies)
- Asa Perlman : Winston
- Sugar Lyn Beard : Olena
- Rob Smith : Colin
- Dolly Reno : Colinette (Elizabat)
- Alexandra Lai : Dorell (Dory)
- Frank Ferlisi : Terrell
- Amanda Soha : Andre
- Benny Shilling / Scott Beaudin : Oscar
- Melanie Tonello : Tina

### Voix françaises
- Laëtitia Godès : Jazzi, Dorell
- Thierry Bourdon : Berlingot
- Hervé Grull : Winston, Terrell
- Delphine Liez : Oléna
- Yann Le Madic : Colin
- Yoann Sover : André, Tony
- Élodie Ben
- Caroline Lallau
- Romain Redler

### Voix japonaises
- Ryōka Yuzuki : Caboche
- Rie Kugimiya : Berlingot
- Yūko Gibu : Jazzi
- Yasuyuki Kase : Aïkido
- Akiko Kawase : Louna
- Kei Shindō : Bébé Jimmy